# Narycia peregrina
Narycia peregrina är en fjärilsart som beskrevs av Edward Meyrick 1919. Narycia peregrina ingår i släktet Narycia och familjen säckspinnare. Inga underarter finns listade i Catalogue of Life.